# Edirli, Çamaş
Edirli là một xã thuộc huyện Çamaş, tỉnh Ordu, Thổ Nhĩ Kỳ. Dân số thời điểm năm 2010 là 225 người.